# アクシス (マーベル・コミック)
「アクシス」（"AXIS"）、または「アベンジャーズ&X-MEN: アクシス」（"Avengers & X-Men: AXIS"）は、マーベル・コミックより出版された2014年のコミックブックのストーリーラインである。

## プロット

### 「マーチ・トゥ・アクシス」

#### 『マグニートー』
マグニートーはジェノーシャを訪れ、ミュータントの強制収容所を発見する。彼は2人のミュータントの少女を解放し、彼女らはそれがプロフェッサーXの脳を手に入れたレッドスカルの仕業であることを伝える。マグニートーはレッドスカルを攻撃するが、S-MENによって止められる。マグニートーは捕まり、レッドスカルによって心理的拷問を受ける。その後スカーレット・ウィッチ、ローグ、ハボックによって助けられた彼はミュータント成長ホルモンによって戦闘能力を強化する。

#### 『アンキャニィ・アベンジャーズ』
ハボック、ローグ、スカーレット・ウィッチはレッドスカルのS-MENによって拉致され、ジェノーシャの彼の強制収容所へと送られる。ローグはまだ保持していたワンダーマンの力を使ってグループを脱獄させる。彼らは同様に囚われていたマグニートーを発見し、開放する。3人は島を離れてアベンジャーズとX-MENにレッドスカルの行動を警告しようと考え、一方でマグニートーは残って戦い続けると言う。一同が行動する前にレッドスカルが現れる。レッドスカルは一同にマインドコントロールを仕掛け、スカーレット・ウィッチの力を使って現実を自分の想像通りに改変しようとする。スカルは自分に従うなら娘を生かすとマグニートーに言うが、彼は奇襲攻撃でマインドコントロールを破る。マグニートーはミュータントが人体実験に利用されていることを知り激昂し、S-MENを全滅させ、さらにスカルを殺害する。マグニートーは全てが終わったと思ったが、直後にスカルはレッド・オンスロートと呼ばれる巨人となって復活する。

#### 『ロキ: エージェント・オブ・アスガルド』
ロキを倒して投獄した後、ドクター・ドゥームは互いを攻撃し合いながら自分を倒すと脅迫する国民を目にする。ドゥームはレッドスカルによる世界的なテレパシー攻撃の影響を感じ、ラトヴェリアの暴動の原因であることを理解し、自身にテレパシー防御の魔法をかけた。ヴァレリアとヴェリティ・ウィリスはロキを解放し、彼は最終的にレッドスカルのテレパシー攻撃を食い止める。

#### 『キャプテン・アメリカ』
レッドスカルがアーニム・ゾラに最後の戦いの準備が整ったことを伝えるとゾラは娘のジェットを仲間に引き戻そうとするが拒否される。ファルコンはゾラを急襲し、イアンによりシャロン・カーターが救出されるが、ゾラがニューヨーク市全て破壊できる爆弾を用意していることが判明する。ファルコンはゾラの身体からテレパシー・アンテナを取り外して爆弾を制御できなくするが、ゾラは爆弾を起動させる。ファルコンは爆弾をニューヨークの遙か上空まで運び爆発させる。

### メインプロット

#### Act I - 「赤の覇権」
レッド・オンスロートはそのパワーを使って世界中の人々の心を憎しみで満たして暴動を起こさせ、その影響はアベンジャーズにも及んでいた。アイアンマンがチームを救った後、アベンジャーズはテレパシー攻撃の原因の特定にとりかかった。一方でマグニートー、ローグ、スカーレット・ウィッチはジェノーシャでレッドオンスロートと戦い、後に到着したアベンジャーズとX-MENと合流する。アイアンマンはテレパシック・ダンパーを使ってレッド・オンスロートの影響を止めさせる。さらなるヒーローたちが救援に到着すると、レッド・オンスロートは「シビル・ウォー」の際にアイアンマンがヒーロー制圧のためにその弱点を調べて作り上げ、その後彼の記憶から消えていたセンチネルを手に入れていたことを明かす。レッド・オンスロートはスターク・センチネルとヒーローたちを戦わせる。
スターク・センチネルの投入により戦況はレッド・オンスロートへと傾く。ヒーローたちは対抗するもセンチネルの前に次々に敗れ、ピム粒子によって縮小された後に捕らえられてしまう。ローグはドクター・ストレンジとスカーレット・ウィッチの魔法でレッドスカルの脳を反転させ、プロフェッサーXの思念を引き出すことでオンスロートを倒す計画を提唱する。しかしながら計画はノヴァの未熟な行動により頓挫し、スカーレット・ウィッチとドクター・ストレンジは呪文を唱える前にセンチネルに捕らわれてしまう。マグニートーが戦線離脱すると、ヒーローたちはクェンティン・クワイアの助けによって隠れ家へと避難する。アイアンマンはセンチネルを倒す最後の作戦を実行するが失敗し、残りのヒーローも捕らえられて彼が最後の1人となる。そこでマグニートーが集めてきたヴィラン軍団（アブソービングマン、カーネイジ、デッドプール、ドクター・ドゥーム、エンチャントレス、ホブゴブリン、5代目ジャック・オランタン、ロキ、ミスティーク、セイバートゥース）と共に戻ってくる。
ヴィランたちは1体のセンチネルを倒し、それによりヒーローたちは解放される。ドクター・ドゥームとスカーレット・ウィッチによる反転呪文が完成するとレッドオンスロートは気絶し、元のレッドスカルの姿へと戻る。他のスターク・センチネルも倒され、ヒーローは全て解放され、ヴィランたちはその場を去った。X-MENはレッドスカルがチャールズ・エグゼビアへと反転したのかを確かめるために彼を目覚めさせようとするが、スティーブ・ロジャースとアベンジャーズは反対し、スターク・タワーへの連行を決定する。これに怒ったハボックはユニティ・ディビジョンを辞め、サイクロップスの方が正しかったとスティーブに言い放ち、サイクロップスと和解して統一されたX-MENへと合流する。

#### Act II - 「反転」
数日後、スターク・センチネルが解体され、強制収容所が取り壊された今、S.H.I.E.L.D.はキャプテン・アメリカを呼び寄せてレッドスカルに何が起こっているかを議論する。ニック・フューリー・Jrはレッドスカルの身柄引き渡しをキャプテン・アメリカに要求するが、反転呪文で暴力的になっていた彼はフューリーを殴り、「スティーブと俺は違う」と言って去る。一方でブルックリンでは家族を人質に取っていたスクィッドがヒーローと化したカーネイジによって倒され、その直後に到着したスパイダーマンは現場で「キミの親愛なる隣人、カーネイジより」と書かれたメモを発見する。サンフランシスコではアイアンマンがサンフランシスコ・ジャイアンツのスタジアムに現れ、エクストリミスのデジタル版を市民たちに無料配布すると宣言し、それを観客の中に居たマット・マードックにより知られる。ジーン・グレイ学園ではX-MENは最早人類とミュータントの共存は不可能であり、反転でアポカリプスと化したエヴァン・サバヌールと共に適者生存計画を開始すると宣言する。アベンジャーズ・タワーに戻ったキャプテン・アメリカはX-MENの動向を察知しつつ、アベンジャーズと共にレッドスカルの処刑を決定する。エドウィン・ジャービスが処刑に反対するが無視され突き飛ばれると、ハルクはクルハ（Kluh）という別人格へと変貌し、アベンジャーズを攻撃してタワーから去る。クルハの問題を後回しにしたアベンジャーズはレッドスカルの処刑に向かうが、彼が居るはずの独房はもぬけの殻となっていた。
レッドスカルの脱獄を知ったキャプテン・アメリカはアベンジャーズ・タワーにヒーローたちを呼び寄せ、彼はアベンジャーズのアクセス権を持つ者によって逃がされたために、この中に容疑者が居ると述べる。スパイダーセンスにより危機を察したスパイダーマンはノヴァとともにいち早くタワーから脱出し、残ったヒーローたちはキャプテン・アメリカによりピム粒子で小型化されて「アリの巣」へと送られる。逃げるスパイダーマンとノヴァはメデューサとキャプテン・アメリカの追撃を受けるが、マグニートーによって救出される。マグニートーはスパイダーマンとノヴァをアベンジャーズ・マンションへと連れて行き、彼らはヒーローとヴィランたちが反転していることをスティーブ・ロジャースによって知らされる。ノヴァはアリゾナでクルーが暴れていることを知るとそこへ向かう。アベンジャーズ・タワーに戻ったキャプテン・アメリカは世界の未来を憂い、そしてそれには暴君が必要であり、自分がそれに相応しいと考える。レッドスカルを探しに来たX-MENとアポカリプスがタワーに到着し、攻撃を仕掛ける。彼らはキャプテン・アメリカを破り、ニューヨークを征服するので3時間以内に人間はマンハッタン島から退去するように要求する。
人類へ警告した後、X-MENはX遺伝子を持たない者だけを殺す「ジーン・ボム」の準備を始めるが、ミスティークはそれを止めようとする。ミスティークはローグとナイトクローラーに苦戦し、セイバートゥースによって救出される。サンフランシスコではトニー・スタークがばら撒いたエクストリミスが社会問題を誘発していることをデアデビルが指摘するが、彼は退けられる。ラトベリアにはスカーレット・ウィッチが現れ、間接的にM-デイの原因を作ったドクター・ドゥームに襲いかかっていた。傷ついたドゥームはクイックシルバーとマグニートーにより救出される。ラスベガスではロキは兄のオーディンソンの説得に失敗し、スティーブ・ロジャース、ノーマッド、スパイダーマンにより助けられてクインジェットに乗る。ロキがアベンジャーズ・マンションに到着すると、スティーブはマグニートーが以前に集めていたヴィランたちを呼び寄せており、反転したアベンジャーズとX-MENに対抗するためのアストニッシング・アベンジャーズを結成する。

#### Act III – 「新世界無秩序」
アストニッシング・アベンジャーズはアポカリプスの船を襲撃してX-MENと戦い、一方でゼンプールとスパイダーマンはジーン・ボムを解除しようとしたものの失敗し、アポカリプスによって船外に放り出される。一方ラトベリアではスカーレット・ウィッチとクイックシルバーとマグニートーの戦闘の最中に姉弟とマグニートーに血縁関係が無かったことが判明し、2人は倒され、ドゥームは敗走する。サンフランシスコではキャプテン・アメリカがアイアンマンのスターク・アイランドに到着して再結集された反転アベンジャーズと合流し、スティーブ・ロジャースが結成したアストニッシング・アベンジャーズのことについて話し合う。マンハッタンでゼンプールはアポカリプスの説得を続けるも斬首され、残りのアストニッシング・アベンジャーズも敗北する。アポカリプスは勝利を宣言し、ジーン・ボムのカウントダウン終了が目前に迫った。
ジーン・ボムのカウントダウン終了直前、解除に苦戦するスパイダーマンの前に反転したカーネイジが現れ、自身のシンビオートの身体で覆うことで大爆発を防ぐ。起爆が失敗に終わるとスパイダーマンとアストニッシング・アベンジャーズは反転ヒーローたちとの戦いを続け、ロキとエンチャントレスはソーを月面へとおびき出す。ラトベリアにはスカーレット・ウィッチの前にドクター・ドゥームが帰還し、彼が復活させたドクター・ブードゥーに彼の弟のダニエル・ドラムの魂を使わせることで彼女を操ろうとした。アベンジャーズ・タワーではレッドスカルを連れ出そうとするアーマーを来た老スティーブの前に反転したキャプテン・アメリカが現れる。
レッドスカルのテレパシーで時間を稼ぐことにより、スティーブたちはキャプテン・アメリカの気を逸して逃げ延びる。マンハッタンでは反転アベンジャーズが反転X-MENを破り、スティーブを追ってアベンジャーズ・マンションへと向かう。敗北したアポカリプスはゼンプールとの会話により立ち直り、反転アベンジャーズとの戦いを続けることを決意する。月面のブルーエリアではロキはオーディンソンによって追いかけられていた。ロキは兄が所有資格を失った時から放置され続けていたミヨネアを発見し、それを拾ってソーの力を手に入れてオーディンソンと戦い始めた。スティーブ・ロジャースとレッドスカルはアベンジャーズ・マンションに到着した直後に反転アベンジャーズからの攻撃を受ける。キャプテン・アメリカがロジャースを殺そうとした直前、アポカリプスが到着して反転アベンジャーズと戦い始める。スパイダーマンとセイバートゥースも反転アベンジャーズとの戦いに参加し、一方でクインジェットで脱出しようとしたロジャースとレッドスカルの前にアイアンマンが現れる。アイアンマンがレッドスカルを殺害しようとしたところ、ドクター・ドゥーム、スカーレット・ウィッチ（ダニエル・ドラムに操られている）、マグニートー、ドクター・ブードゥー、クイックシルバーが到着する。アイアンマンが無力化された後、ドクター・ドゥーム、ダニエルの魂が入ったスカーレット・ウィッチ、レッドスカルは再反転の呪文を唱え始める。元の自分に戻ることを拒否したアイアンマンは防御シールドを貼り、偶然にもその中に入り込んでいたハボック（「こんな記憶を抱えたまま生きられるか」と拒絶の意思を示した）とセイバートゥースと共に再反転の呪文から逃れる。呪文が成功すると前述の3人以外の全ての反転者は元通りになる。ハボックはワスプを人質に取って逃亡し、マグニートーはアイアンマン、ドクター・ドゥーム、レッドスカルが逃げ延びたことに気付く。

### アフターマス
事件後、ニューヨークは再建に数ヶ月をかけて再建される。ヒーローたちの名誉は「アクシス・オブ・イビル」を名乗る反転ヴィランたちが事前に収録した犯行声明ビデオが報じられることで守られる。スティーブ・ロジャースは戦闘で負った怪我から回復し、アイアンマンはサンフランシスコのスターク島に帰還、ハボックはサイクロップスのX-MENに復帰、デッドプールとエヴァン・サバヌールは追っ手から逃走する。ドクター・ドゥームはレッドスカルを拉致し、城内に監禁する。アベンジャーズ・ユニティ・ディビジョンは再編成され、ピータ・パーカーは死に間際のカーネイジの約束を守って彼の記念碑を建てる。善人となり投獄されたセイバートゥースは過去を乗り越え、ウルヴァリンのように人生のより良い道をたどることを誓う。

## タイトル一覧
| タイトル                                | イシュー               |                        |
| マーチ・トゥ・アクシス                  | マーチ・トゥ・アクシス | マーチ・トゥ・アクシス |
| --------------------------------------- | ---------------------- | ---------------------- |
| Captain America                         | #24                    |                        |
| Loki: Agent of Asgard                   | #6–7                   |                        |
| Magneto                                 | #9–10                  |                        |
| Uncanny Avengers                        | #24–25                 |                        |
| 本編ミニシリーズ                        |                        |                        |
| Avengers & X-Men: AXIS                  | #1–9                   |                        |
| タイイン                                |                        |                        |
| All-New X-Factor                        | #15–17                 |                        |
| Amazing X-Men                           | #14                    |                        |
| Avengers World                          | #15–16                 |                        |
| AXIS: Carnage                           | #1–3                   |                        |
| AXIS: Hobgoblin                         | #1–3                   |                        |
| AXIS: Revolutions                       | #1–4                   |                        |
| Captain America and the Mighty Avengers | #1–3                   |                        |
| Deadpool                                | #36–39                 |                        |
| Inhuman                                 | #9–10                  |                        |
| Loki: Agent of Asgard                   | #8–9                   |                        |
| Magneto                                 | #11–12                 |                        |
| Nova                                    | #23–25                 |                        |
| Wolverine & the X-Men                   | #12                    |                        |

## コレクテッド・エディション
| タイトル               | 収録内容                    | 発売日        | ISBN           |
| ---------------------- | --------------------------- | ------------- | -------------- |
| Avengers & X-Men: AXIS | Avengers & X-Men: Axis #1–9 | 2015年3月17日 | 978-0785190950 |

## 日本語版
| タイトル                       | 収録内容                    | 出版社                     | 翻訳者     | 発売日         | ISBN           |
| ------------------------------ | --------------------------- | -------------------------- | ---------- | -------------- | -------------- |
| アベンジャーズ&X-MEN: アクシス | Avengers & X-Men: Axis #1–9 | ヴィレッジブックス         | 御代しおり | 2018年12月27日 | 978-4864914116 |
| デッドプール Vol.7: アクシス   | Deadpool (vol. 3) #29–34    | 小学館集英社プロダクション | 高木亮     | 2016年9月14日  | 978-4796876032 |